# 明治神宮野球大会 高校の部 (山形県勢)
明治神宮野球大会高校の部における山形県勢の成績について記す。

## 大会結果
| 大会                 | 代表校             | 試合結果 | 試合結果           | 備考 |
| -------------------- | ------------------ | -------- | ------------------ | ---- |
| 第5回大会（1974年）  | 日大山形（初出場） | 2回戦    | ○ 6 - 2 丸亀       |      |
| 第5回大会（1974年）  | 日大山形（初出場） | 準決勝   | ○ 12 - 0 崇徳      |      |
| 第5回大会（1974年）  | 日大山形（初出場） | 決勝     | ● 1 - 2 福井商     |      |
| 第35回大会（2004年） | 羽黒（初出場）     | 2回戦    | ○ 4 - 3 駒大苫小牧 |      |
| 第35回大会（2004年） | 羽黒（初出場）     | 準決勝   | ● 2 - 3 愛工大名電 |      |